# 日経

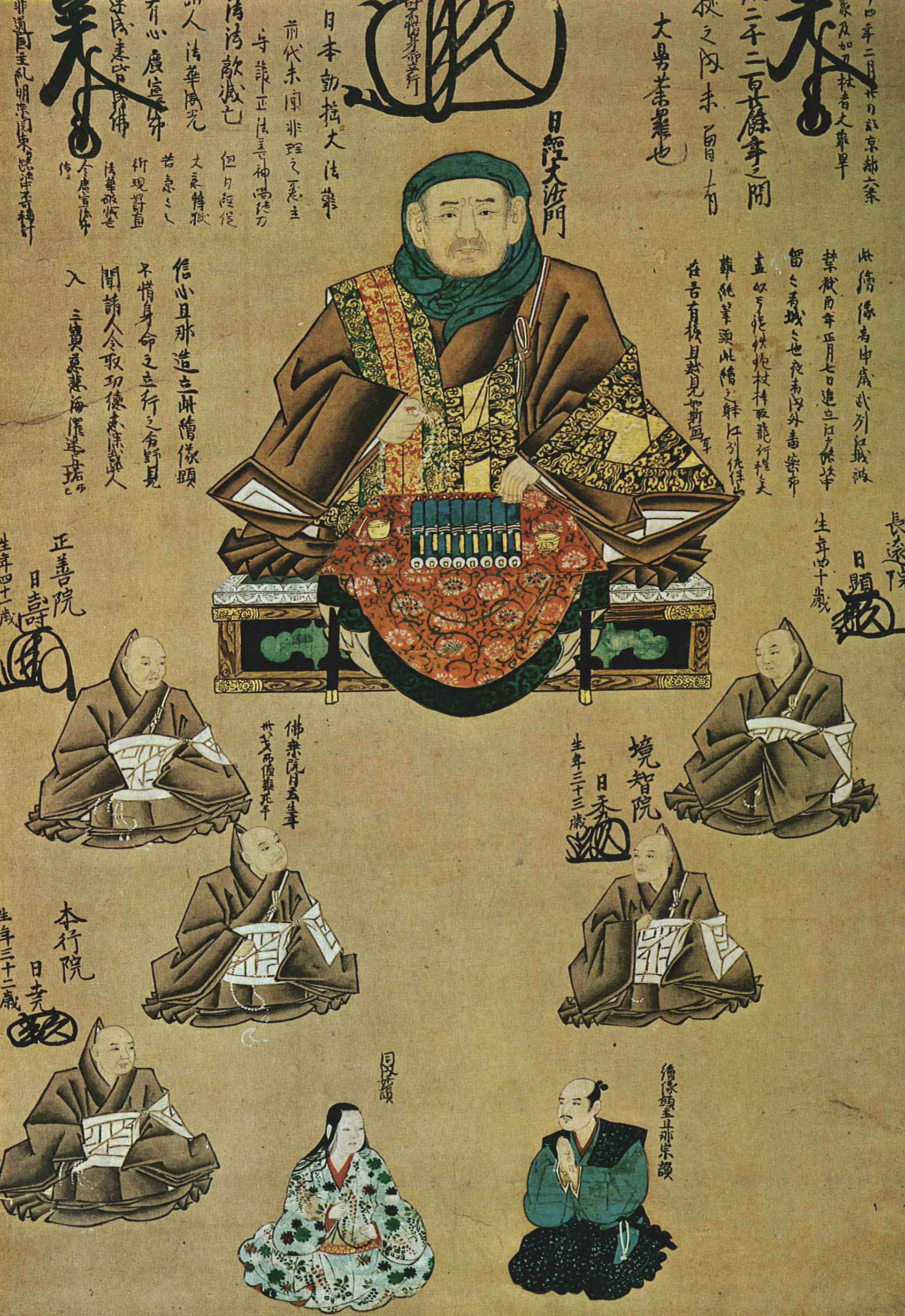
日経（妙祐久遠寺蔵）

日経（にっきょう、永禄3年2月28日（1560年3月24日） – 元和6年11月22日（1620年12月15日））は、安土桃山時代から江戸時代初期の法華宗（顕本法華宗）の僧。院号は常楽院。

## 経歴
永禄3年2月28日（1560年3月24日）、上総国二宮領南谷木一松（現在の千葉県茂原市）で生まれる。長久寺の檀林で法を学んだという。折伏布教で他宗を改宗して名を轟かしていた。
慶長2年（1597年）、方墳寺を建立した。慶長4年（1599年）、妙満寺27世を継いだ。大坂城で行われた対論（大阪対論）によって対馬に流された妙覚寺・日奥の赦免運動に努めた。
京の法華の寺は、日経が浄土宗と法論するべきでないとの意見があったが、日経はこれを無視している。慶長12年（1608年）、尾張国熱田で行った浄土宗の正覚寺・沢道との宗論は、増上寺を経て徳川家康に上訴され、同13年（1608年）に増上寺・廓山らと江戸城で宗論（慶長宗論）が行われることとなった。その結果、不受不施義を説いてきた日経は敗れたとの判定を下され、慶長14年（1609年）耳と鼻を削がれ酷刑となった。
慶長18年（1613年）、加賀国金沢へ赴き、元和元年（1615年）に越中国婦負郡外輪野村（現在の富山市婦中町外輪野）に庵室を設けて布教を続け、同地で没した。大正年間に同所で墓所が整備された。